# 蘆鬚城泳灘

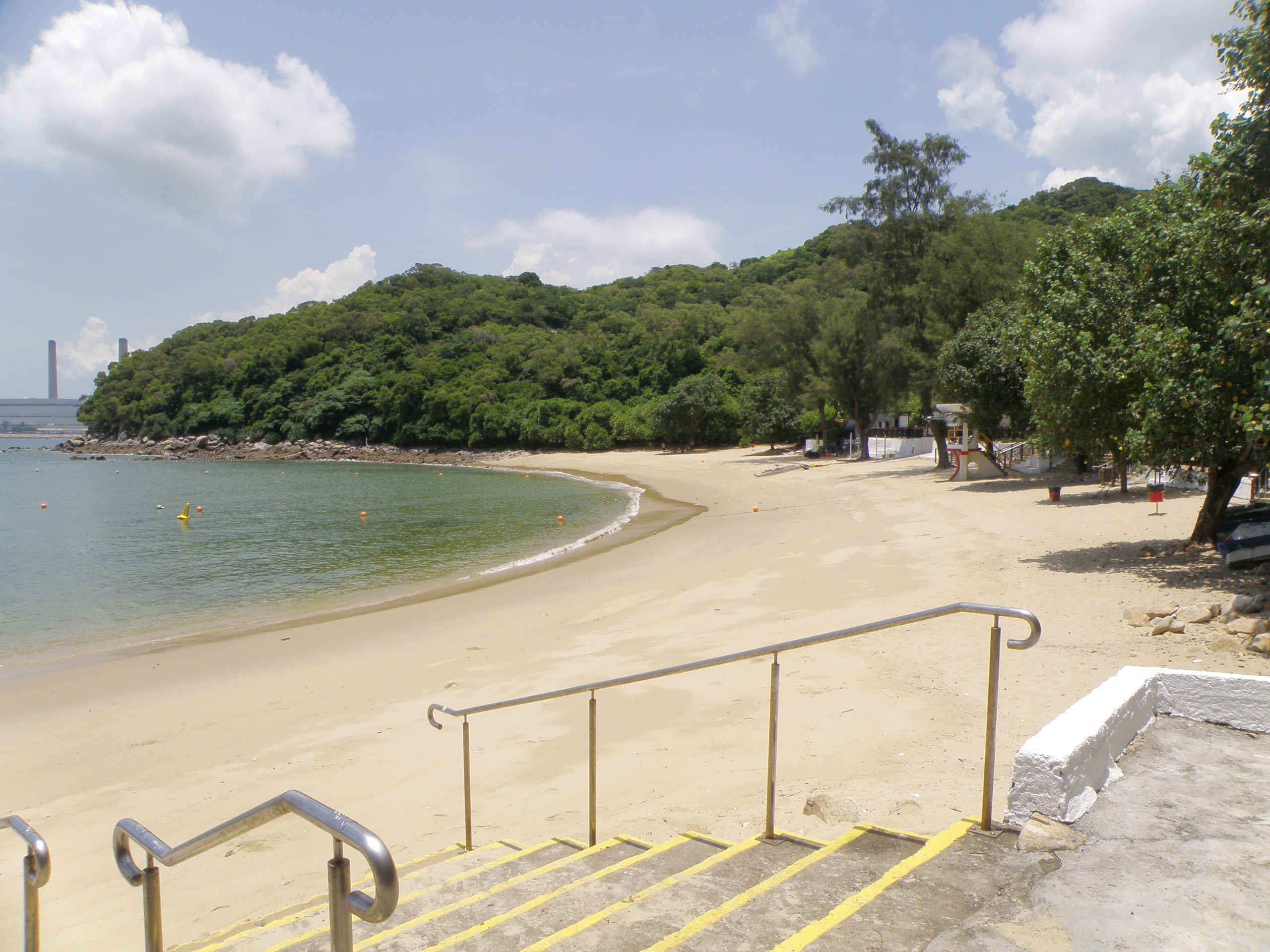
蘆鬚城泳灘

蘆鬚城泳灘（英語：Lo So Shing Beach）是香港南丫島中部蘆鬚城的一個泳灘，與島上另一個泳灘洪聖爺灣之間相距數公里，而且沒有車路連接。該泳灘目前由康樂及文化事務署管理。

## 自然海灘結構
與洪聖爺灣相比，它是一個石沙兼備的海浴場，看像是一個鄉村海濱。

## 歷史
蘆鬚城和蘆鬚城泳灘昔日長滿蘆兜（又稱蘆鬚），蘆鬚城和蘆鬚城泳灘因而得名。
泳灘於1972年被政府刊憲。自南丫島航線於1980年興盛，兩個海灘皆吸引了外來 (非居於南丫島) 的遊客。

## 交通
- 往返中環：中環4號碼頭乘港九小輪往索罟灣。
- 往返香港仔：香港仔海濱公園乘全記渡往索罟灣。

## 站外鏈結
- 康文署 - 離島泳灘